# 印旛沼の竜伝承

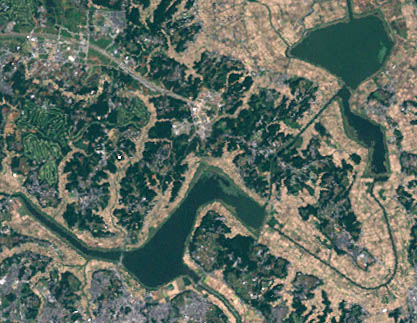
人工衛星から撮影した印旛沼。上空から見ると印旛沼は龍や龍の頭の形に似ていると言われている

印旛沼の龍伝承（いんばぬまのりゅうでんしょう）では、千葉県の印旛沼付近に伝えられている、雨を降らせたため殺された龍の伝承について解説する。

## 民話
伝承に基づく民話にはいくつかのヴァリアントがあるものの物語の筋はおおむね決まっている。以下に2つの例を挙げる。
雨を降らせた龍
昔、印旛沼のそばに、人柄の良い人々が住む村があった。印旛沼の主である龍は、人間の姿になってしばしば村を訪ねては村人達と楽しく過ごしていた。ある年、印旛沼付近はひどい旱魃に見舞われた。雨乞いは功を奏さず、水田は干からびて、村人達は餓死を覚悟した。そのとき龍が村に来て、村人達から親切にしてもらった恩返しとして雨を降らせること、しかし大龍王が降雨を止めているため雨を降らせれば自分は体を裂かれて地上に落とされるだろうことを話し、姿を消した。間もなく空が雲に覆われて雨が降り出した。喜んでいた村人達は、龍が天に昇って雲の中に消え、直後に雷鳴と共に閃いた稲妻の光の中で龍の体が三つに裂かれるのを見た。村人達は龍の事を思って嘆き、翌日、皆で龍の体を探し出した。龍の頭は安食で、腹は本埜で、尾は大寺で見つかった。村人達はそれぞれの場所に寺を建てて龍の体を納めた。それが龍角寺、龍腹寺、龍尾寺である。
三つざきにされた龍神
昔、温かな夜には印旛沼からはしばしば赤い火の玉が現れて北へ向かった。近隣の人々は、龍神が安食村の龍閣寺に明かりを灯しに行くのだと話し合った。ある年、旱魃のため龍神に雨乞いを行ったが効果はなかった。3日目の夜が明けたとき、一帯の旱魃に見かねた龍が老人の姿となって印旛沼から現れ、高齢のため雨を降らせなくなったが雷神に頼んで降らせてもらう、と話して姿を消した。たちまち空が曇って稲妻を伴う豪雨となり、枯れていた作物が蘇った。人々は喜んだが、間もなく、龍閣寺に2本の角の生えた龍の頭が落ちているとの知らせが届いた。その後、印西の地蔵堂で龍の腹部が、ずっと離れた大寺村で龍の尾が見つかった。人々は、雨を降らせるために龍神がその体を雷神によって3つに分断されたのだと悟り、龍閣寺を龍角寺と改め、龍腹寺と龍尾寺を建てて、龍神の事を忘れまいとした。その後も印旛沼からは赤い火の玉が現れ、3つに分かれてこの3つの寺の方へ向かった。人々は、龍神の魂が自身の体を納めた寺に龍灯を灯しに行くのだと話し合ったという。
この龍神の物語は下総地方で語りつがれてきた伝説の代表的なものの一つだとも言われている。

## 寺社縁起
上記の民話に登場する龍角寺、龍腹寺、龍尾寺とは、千葉県印旛郡栄町の龍角寺、同県印西市の龍腹寺、同県匝瑳市の龍尾寺である。寺の縁起には上記の昔話の元になった伝承が含まれているが、この伝承は、享保7年（1722年）に佐倉藩士の磯辺昌言が著した『佐倉風土記』で紹介されたことで広く知られるようになった。その後、安政2年（1855年）の『利根川図志』（赤松宗旦著）や大正2年（1913年）の『千葉県印旛郡誌』にも収録された。こんにちも、「雨を降らせた竜」や「三つざきにされた龍神さま」といった題で出版されるなどして語り継がれている。

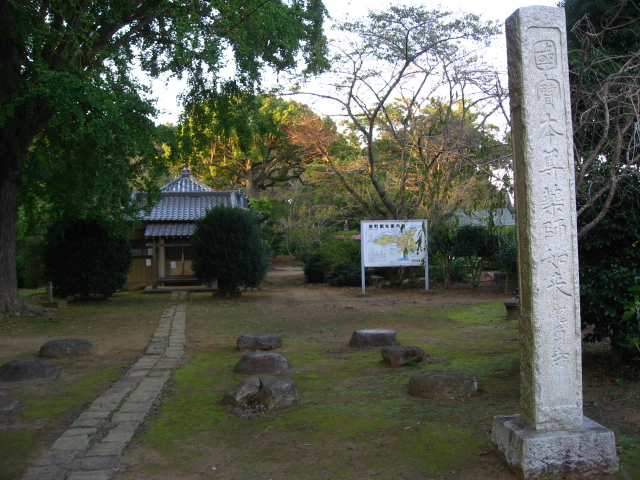
龍角寺の境内

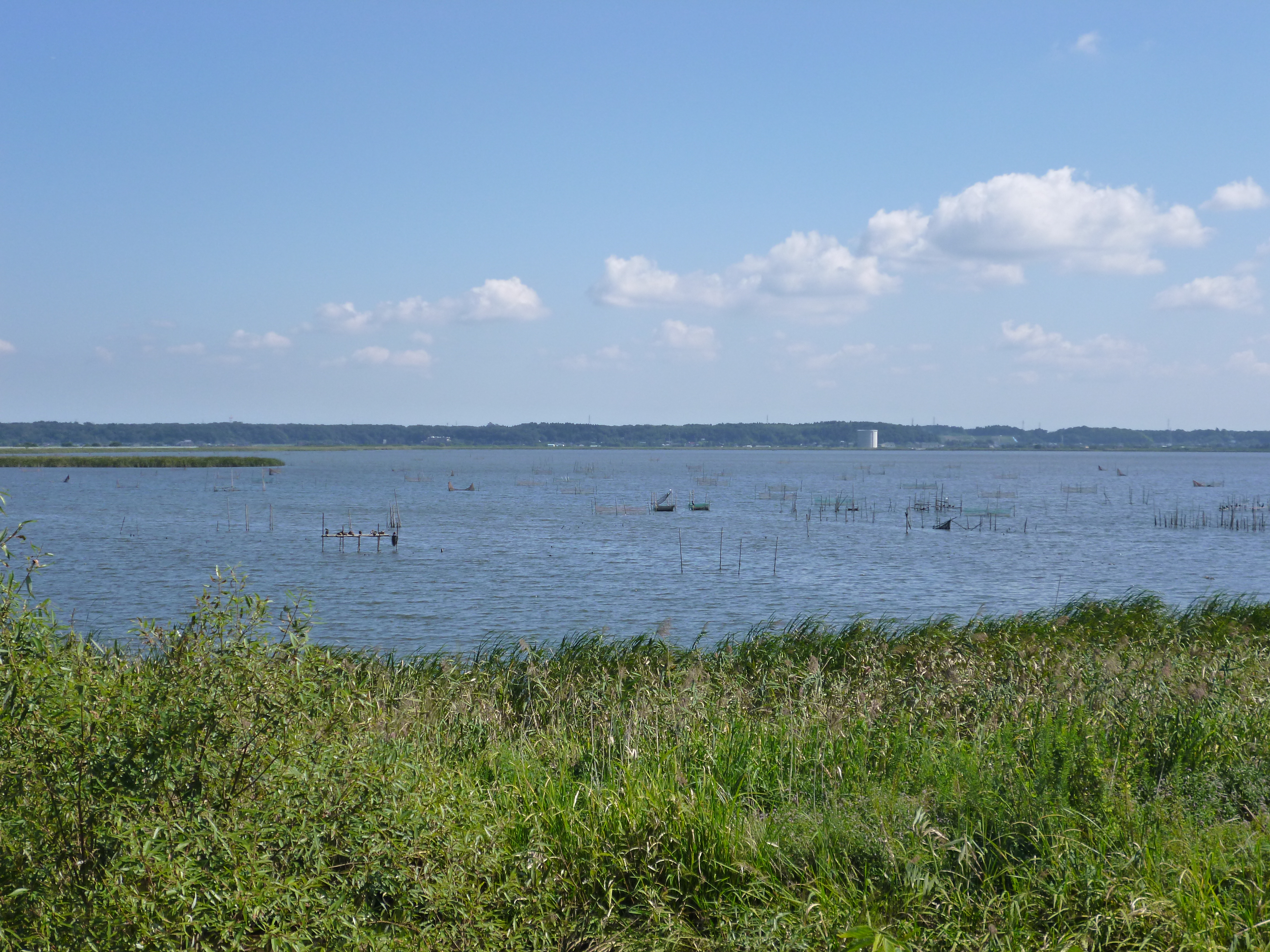
印旛沼（2015年9月撮影）

こんにち残る龍角寺の縁起は、文化5年（1808年）に写筆されたものだとされる。縁起によれば、寺は元々は「龍閣寺」という名前であった。当時は下総国埴生郡と呼ばれていた場所に、和銅2年（709年）、空から現れた龍女が一晩で寺の建物を作ったとされている。
縁起には次のような伝承が含まれている。寺ができてから約二十年が過ぎた天平3年（731年）、聖武天皇の頃に、国中がひどい旱魃に見舞われた。天皇の命により各地で雨乞いが行われたが効果はなかった。龍女が建立したことから降雨の霊験あらたかとされていた龍閣寺にも雨乞いが命じられ、釈命上人とその弟子達らが妙法蓮華経（法華経）などを読誦するなどの雨乞いを行った。そうした折、釈命上人の説法のさなかに、南沼の主である龍が大柄な老人の姿をとって現れ、「寺で上げられたお経のおかげで自分の罪が消えた」と話した。釈命上人が雨を願うと、老人は「自分は小龍であるが、龍王に逆らってでも人々を救うために雨を降らせる」と答えた。老人の姿がかき消えると間もなく雨が降り出した。雨は7日7晩も降り続き、農作物は勢いを取り戻した。雨がやんだ後、釈命上人と村人達が印旛沼に行くと、龍が去る前に言ったとおり、胴体が3つに分断された龍のなきがらが落ちていた。龍の最後の望みに沿って、頭の部分を龍閣寺（のちに龍角寺と改名）に、腹部を地蔵堂（のちに龍腹寺となる）に、尾を大寺（のちに龍尾寺となる）に納めたという。『利根川図志』は「天竺山龍角寺」の題で、『佐倉風土記』の記述としてこの伝承を紹介している。
龍腹寺は、龍角寺の釈命上人が雨乞いの祈祷の際に死んだ龍の腹部を納めるために開いた寺だとされている。『利根川図志』では「天龍山龍腹寺」の題で寺の伝承を紹介しているが、寺は当初は龍福寺という名前であり、龍の腹部を納めたことから龍腹寺の名に変えたとしている。いっぽうで『利根川図志』は、天和元年（1681年）につくられた『勝光寺略縁起』での伝承も記している。『略縁起』によれば、龍腹寺は古くは慈雲山延命院といい、大同2年（807年）の空海の上奏による七堂伽藍の建築後に慈雲山勝光寺延命院の号を受けた。その後の延喜17年（917年）、旱魃に際し天皇の命による雨乞いを行なった時、龍の奇跡を伴う効験があったことから、天龍山龍腹寺の号を受けたという。
龍尾寺の縁起は明暦元年（1655年）に写筆されたとされ、それまでにも12回の転写があったという。その後、昭和59年（1984年）に弘法大師入定1500年を記念して『龍尾寺略縁起』が制作・刊行された。『略縁起』によれば、釈命上人による雨乞いは元明天皇の世であった和銅2年に行われたとされている。雨乞いが始まると、惣領村の海岸に龍神が現れ、空に向かっていった。その際に龍神の尾が垂れた場所が尾垂惣領村（のち尾垂村）となった。空に昇った龍は、間もなくその体が3つにちぎれて落下したが、直後に強い雨が降り始めた。竜の頭は埴生庄に、腹は印西庄、尾は北条庄大寺郷に落ちた。大寺にあった寺に尾が葬られたことで、釈命上人が寺に「龍尾寺」と名付けたという。しかしこの縁起には印旛沼への言及がない。
龍角寺は天台宗、龍腹寺は創建時は真言宗で後に天台宗、龍尾寺は本堂陣内様式が天台宗の系統であり一時天台宗であったが後に真言宗に属しているという。天台宗など密教に関連のある宗教では、龍王に対する請雨祈祷がしばしば行われていた。龍王とはインドの蛇神・ナーガが仏教に取り入れられた姿で、降雨をもたらすとされていた。印旛沼の龍伝承とは、天台宗の経典である妙法蓮華経（法華経）の教えをわかりやすい形で人々に広めるためにつくられたとも考えられており、その場合、天台宗の普及が目的であったと推定されうる。

## 伝承の後日談
栄町には「龍角寺の七不思議」と呼ばれる伝承が伝わっている。その一つ「龍燈腰掛の松」では、印旛沼の龍の後日談が語られる。切られて落ちてきた頭が素羽鷹神社（栄町酒直）にある松の枝に掛かったが、その後その枝に燈火が灯ったという。松は枯れて無くなり、こんにちは見ることができない。

## 現代における龍伝承
栄町では1997年よりイメージキャラクターの龍夢（ドラム）による観光PRを進めている。名前の「ドラ」は龍（ドラゴン）に、「ム」は町民に与えたい未来や夢（ム）に由来しているという。辰年の2000年からは関連商品も発売するなど幅広く活動している。
印西市の商業施設ビッグホップガーデンモール印西のイメージキャラクターのビッタン・ポッタンも、この龍の伝承がモチーフとなっている。
作曲家の青島広志は、印旛沼の龍伝承を題材にしたオペラ『龍の雨』を制作している。制作時期には佐倉市民音楽ホールが建設中であり、佐倉市が制作費等を援助した。ストーリーには人間の少女のアサと竜の化身の青年リウのエピソードが加えられた。オペラは1988年4月、佐倉市民音楽ホールで初演されている。
2010年8月には、栄町の龍伝承を題材にした市民ミュージカル『優しい龍の物語』が上演された。ミュージカルの出演者やスタッフは栄町民約50名で、前年の2009年に龍角寺が開基1300年を迎えたのを記念する各種のイベントのフィナーレを飾った。